# Alien8 Recordings
 (mars 2022).
Si vous disposez d'ouvrages ou d'articles de référence ou si vous connaissez des sites web de qualité traitant du thème abordé ici, merci de compléter l'article en donnant les références utiles à sa vérifiabilité et en les liant à la section « Notes et références ».
Alien8 Recordings (ou plus simplement : Alien8) est une étiquette de disques indépendante fondée à Montréal, Québec, Canada, en 1996 par Sean O'Hara et Gary Worsley. Le label publiait au départ de la musique noise et expérimentale, mais a diversifié ses intérêts avec les années.

## Artistes
Liste partielle d'artistes faisant ou ayant fait partie d'Alien8.
- Acid Mothers Temple
- Alexandre St-Onge
- Aube (en)
- Bastard Noise
- Books on Tape
- Christof Migone
- David Kristian
- Daniel Menche
- Dreamcatcher
- Et Sans
- Francisco López
- Hrsta
- Keiji Haino
- Kiss Me Deadly
- Knurl
- Lesbians on Ecstasy
- Les Georges Leningrad
- Loren Mazzacane Connors
- Masonna
- Merzbow
- Monstre
- MSBR
- Polmo Polpo
- Set Fire to Flames
- Shalabi Effect
- Tanakh
- The Unicorns
- Think About Life
- Tim Hecker
- Tomas Jirku